# Кочугов, Иван Прокофьевич
Кочуков (Кучуков) Иван Прокофьевич (около 1743—после 1780) — офицер Российского императорского флота, участник Семилетней войны, русско-турецкой войны (1768—1774), Чесменского сражения. Георгиевский кавалер, капитан-лейтенант.

## Биография
Кочуков Иван Прокофьевич родился около 1743 года.
13 ноября 1757 года поступил кадетом в Морской шляхетный кадетский корпус. 1 мая 1759 года произведён в гардемарины. В 1761 году учился в классе круглой навигации, произведён в капралы. В 1759—1762 годах проходил ежегодно корабельную практику на различных кораблях Балтийского флота, находился в кампаниях в Балтийском море. Участвовал в Семилетней войне, в ходе Кольбергской экспедиции принимал участие в высадке десанта. Затем совершил переход из Архангельска в Кронштадт. 6 мая 1762 гола, после окончания Морского корпуса, произведён в мичманы.
В 1763 году находился при ревельских экипажеских магазинах. В 1764 году был в кампании на корабле «Святой Климент Папа Римский» в Балтийском море. В 1765 году перешёл из Кронштадта в Архангельск на пинке «Соломбала». В 1766 году на пинке «Лапоминк» плавал от Архангельска до о. Шпицбергена и обратно. В следующем году совершил переход из Архангельска в Кронштадт на том же пинке.
30 апреля 1768 года произведён в лейтенанты. Принимал участие в Русско-турецкой войне 1768—1774 годов и Первой Архипелагской экспедиции. На 66-пушечном линейном корабле «Северный Орёл» находился в плавании в Балтийском море. В 1769 году на том же корабле, в составе эскадры адмирала Г. А. Спиридова, перешёл из Кронштадта в Портсмут.
В 1770 году на 66-пушечном линейном корабле «Европа» совершил переход из Портсмута в Средиземное море, по прибытии в Архипелаг участвовал 24—26 июня 1770 года в Чесменском сражении. В 1771 году на том же корабле плавал в Архипелаге, участвовал в сражениях против береговых турецких укреплений и в десантных высадках. В следующем году на том же корабле плавал между Аузой и Ливорно.
1 января 1773 года произведён в капитан-лейтенанты. Высочайшим указом от 22 февраля 1773 года пожалован орденом Святого Георгия 4-го класса (№ 150 по кавалерскому списку Судравского и № 171 по списку Григоровича— Степанова) за отличие, со старшинством от 13 ноября 1771 года — со дня назначения ему этого ордена графом А. Г. Орловым.
В 1773—1775 годах на том же корабле плавал в Архипелаге и Средиземном море до Ливорно, в 1775 году перешёл из Ливорно в Ревель. В 1776 году на 66-пушечном линейном корабле «Победа» перешёл в Кронштадт. В 1777 году находился в домашнем отпуске. В 1778 году назначен командовать фрегатом «Легкий», состоял при кронштадтской береговой команде. 18 февраля 1780 года уволен по прошению от службы.